# Stenischia rupestris
Stenischia rupestris är en loppart som beskrevs av Xie Baoqi et Gong Zhengda 1983. Stenischia rupestris ingår i släktet Stenischia och familjen mullvadsloppor. Inga underarter finns listade i Catalogue of Life.